# Cult of Luna
Cult of Luna — шведская пост-метал-группа из Умео. Коллектив играет тяжелую, медленную и мрачную музыку в стилях пост-метал и сладж-метал.

## История группы
Cult of Luna — шведская группа, образовавшаяся в 1999 году из ядра малоизвестной хардкор-команды «Eclipse». У её основателей — вокалиста Клааса Рюдберга и гитариста Йоханнеса Перссона — возникли идеи по поводу того, что музыка — это некая непознаваемая материя. Вскоре идеи воплотились в группу, которая получила название Cult of Luna. Позже к ним присоединились музыканты Эрик Олёфссон, Магнус Линдберг и Фредрик Кихльберг. В таком составе команда приступила к созданию своего уникального звучания — сырого, тяжёлого и эмоционального. Вскоре банду покидает Фредрик Кихльберг, в связи с персональными трудностями.
В январе 1999 года на свет появилось первая демозапись Cult of Luna. После огромного количества репетиций и первого живого выступления, ребята почувствовали, что ещё не достигли того звучания, к которому стремились, и что группа нуждается в ещё одном участнике, создающим электронные звуки. К тому же нужен был новый барабанщик, идеально подходящий под «концепцию» команды. Им стал один из друзей ребят — человек по имени Марко Хильден, который ранее помогал группе в качестве семплера во время концертов. Также был найден новый басист — друг команды Аксель Статтин. Члены команды жили в разных городах, что создавало трудности при записи нового материала и часто было причиной отмены концертов. При содействии ещё одного друга Cult of Luna, команда смогла выпустить свою первую запись. Тим, директор «Trust No One» выпустил сплит с друзьями из шведской группы «Switchblade».
Вдохновлённый выступлением группы на Trastock festival в 2000 году, английский лейбл «Rage of Achilles» мгновенно подписал контракт с Cult of Luna. Вскоре лейбл издал дебютную запись команды, которая вышла 14 сентября 2001 года. В те дни Hydra Head records тоже заинтересовались бандой, результатом сотрудничества стал двухтрековый винил, выпущенный на «Hydra Head» 24 марта 2002 года. Эти две песни были записаны в одно время с одноименным релизом на «[Rage of Achilles]». Сразу же после релиза первого альбома новости об оригинальном звуке команды облетели весь мир. Истинные ценители сразу же оценили уникальный подход к звучанию, который совмещал свет и тьму в создании музыки, разящую сердце и мозг в равной степени.
После успешного первого альбома «Earache records» предложили Cult of Luna подписать договор на выпуск следующего. После некоторых переговоров весной 2002 года группа всё-таки подписала контракт. В скором времени музыканты вошли в студию звукозаписи «Tonteknik», чтобы записать свой второй альбом «The Beyond». После записи к группе присоединяется новый басист Андерс Теглунд, сменивший ушедшего накануне записи альбома Акселя. «The Beyond» был выпущен в начале 2003 года. Вскоре Cult of Luna отправилась в турне по Швеции вместе с The Haunted и в турне по Англии совместно с Isis. После этого в составе группы произошли некоторые изменения: вместо барабанщика Марко Хильдена в группу приходит Томас Хедлунд.
Группа всё чаще начинает давать живые выступления. Летом 2003 года Cult of Luna отправляется в концертное турне в Европу вместе с хардкор сенсацией из Америки — командой Poison The Well. В декабре того же года группа возвращается в Англию для совместного выступления с авант-маткор бандой The Dillinger Escape Plan. После этого группа даёт несколько выступлений в Швеции и Финляндии, после чего вновь возвращается в студию, для записи нового материала. Запись альбома «Salvation» производилась на протяжении трёх разных временных отрезков, для того, чтобы группа могла немного отдохнуть и подумать о том, что ещё внести в запись. В итоге в конце июля 2004 года процесс сведения был окончен.
«Salvation» увидел свет 4 октября 2004 года в Европе и 19 октября в США. Этот альбом — новый этап в истории Cult of Luna — как визуальной, так и внутренней. В том же году группа отправилась в тур по Европе в поддержку нового альбома.
2005 год был, наверное, одним из самых интересных в истории Cult of Luna. Он начался с шестинедельного европейского турне, во время которого на некоторых концертах группу сопровождали американские металкорщики Bleeding Through. Во время этого турне так же изменилась структура подачи живых выступлений. Поскольку Томас не мог полностью уделять себя группе из-за своей занятости другими командами, Магнус взял на себя ответственность за барабанную установку на время живых выступлений. После возвращения домой, у группы был ещё месяц до начала их американского турне, поэтому парни имели возможность отдохнуть. Первую часть тура Cult of Luna сопровождали великих Mastodon, а вторую — уже сами были хедлайнерами на 8 концертах (сопровождаемые Breather Resist). Во время первого турне по США группа была очень тепло воспринята слушателями. После этого тура группа выступила ещё на нескольких скандинавских и европейских фестивалях перед тем, как углубиться в работу над 4-м полноформатным альбомом Somewhere Along The Highway.
В ноябре 2005-го группа начала записывать Somewhere Along The Highway. Первая сессия производилась в большом восьмиугольном помещении, которое находится в 10-ти минутах западнее от города Умео. Атмосфера этого места была просто идеальной, и первые семь дней были потрачены на запись основных треков. После нескольких сессий в студийных условиях Магнус свёл последнюю песню в январе 2006-го. Somewhere Along The Highway увидел свет 24 апреля 2006 года и был издан на Earache Records. За выпущенным релизом последовало европейско-британское турне. 

## Дискография
- Split with Switchblde (7") (2000)
- Cult of Luna (EP) (2001)
- Cult of Luna (2001)
- The Beyond (2003)
- Salvation (2004)
- Somewhere Along the Highway (2006)
- Eternal Kingdom (2008)
- Vertikal (2013)
- Vertikal II (EP) (2013)
- Mariner (2016)
- A Dawn to Fear (2019)
- The Raging River (EP) (2021)
- The Long Road North (2022)

## Видео
Fire Was Born (DVD) (2009)

## Состав
- Йоханнес Перссон — гитара, вокал
- Эрик Олёфссон — гитара
- Фредрик Кихльберг — гитара, вокал
- Андрэас Йоханссон — бас-гитара
- Андерс Теглунд — клавишные
- Томас Хедлунд — ударные
- Магнус Линдберг — перкуссия, звукорежиссер

### Бывшие участники
- Марко Хильден — ударные; играл в альбомах Cult of Luna и The Beyond
- Аксель Статтин — бас-гитара; играл в альбоме Cult of Luna
- Клас Рюдберг — вокал

Томас Хедлунд, Фредрик Кихльберг и Йоханнес Перссон также участвовали в проекте Khoma.